# Kuno (Vorname)
Kuno ist ein alter deutscher männlicher Vorname.
Kuno ist die Kurzform von Konrad und von Namen, die mit „Kuni-“ gebildet werden, wie z. B. Kunibert.
Der Name wurde durch die Ritterromane um 1800 neu belebt und in der folgenden Zeit als Vorname in Adelskreisen sehr beliebt.

## Bekannte Namensträger
- Kuno von Alvensleben (1588–1638), Domherr zu Magdeburg
- Kuno Bärenbold (1946–2008), deutscher Schriftsteller
- Kuno Böse (* 1949), deutscher Historiker und Bremer Senator
- Kuno von Disibodenberg († 1155), Abt des Benediktiner-Klosters Disibodenberg
- Kuno II. von Falkenstein (eigentlich Konrad von Falkenstein; ~1320–1388), Erzbischof und Kurfürst von Trier
- Kuno von Falkenstein (Höllental) († 1343), deutscher Adliger, Lehensträger aus dem Höllental
- Kuno Fischer (1824–1907), deutscher Philosoph
- Kuno Fladt (1889–1977), deutscher Mathematiker
- Kuno Gonschior (1935–2010), deutscher Künstler
- Kuno Hämisegger (1956–2018), Schweizer Ökonom und Bankier
- Kuno Kamphausen (1900–1934), deutscher Politiker
- Kuno Klötzer (1922–2011), deutscher Fußballtrainer
- Kuno Kruse (* 1953), deutscher Journalist
- Kuno Lauener (* 1961), Schweizer Sänger
- Kuno Lorenz (* 1932), deutscher Philosoph
- Kuno Meyer (1858–1919), deutscher Keltologe
- Kuno von Minden († 1266), Bischof von Minden
- Kuno von Moltke (1847–1923), deutscher Generalleutnant
- Kuno I. von Münzenberg († 1207), Beamter der staufischen Könige
- Kuno von Northeim († 1103), Graf von Beichlingen
- Kuno Petsch (1923–1967), deutscher Komponist
- Kuno von Pfullingen (~1016–1066), Erzbischof von Trier
- Kuno von Praeneste († 1122), Bischof von Palestrina
- Kuno von Regensburg für Konrad I. von Raitenbuch (um 1070–1132), Abt von Siegburg und Bischof von Regensburg
- Kuno I. von Rott (~1015–1086), Pfalzgraf von Bayern
- Kuno II. von Rott († 1081), Sohn des Pfalzgrafs von Bayern Kuno I. von Rott
- Kuno von Stoffeln (* vor 1365; † 1411), von 1379 bis zu seinem Tod Fürstabt zu St. Gallen
- Kuno zu Stolberg-Roßla (1862–1921), deutscher Standesherr
- Kuno von Westarp (1864–1945), deutscher Politiker
- Kuno Winn (* 1945), deutscher Politiker

## Literarische Gestalten
- Kuno in Ludwig Tieck – Der blonde Eckbert (Kunstmärchen)
- Kuno in Wilhelm Hauff – Die Sage vom Hirschgulden
- Erbförster Kuno in Carl Maria von Weber – Der Freischütz (Oper)
- Kuno in E. M. Forster – Die Maschine steht still (Englische Science-Fiction-Kurzgeschichte)
- Kuno in Urs Widmer – Im Kongo (Roman)